# Église Saint-Orens de Maubec
Pour les articles homonymes, voir Église Saint-Orens.
L'église Saint-Orens de Maubec est une église catholique située à Maubec, en France.

## Localisation
L'église est située dans le département français de Tarn-et-Garonne, sur la commune de Maubec.

## Historique
L'église (sauf les parties classées) a été inscrite au titre des monuments historiques en 1955. Les façades (y compris le porche et le portail d'entrée qu'il abrite), les toitures (y compris celle du porche) ont été classées au titre des monuments historiques en 1986. 
Plusieurs objets sont référencés dans la base Palissy.